# Friedrich List
Pour les articles homonymes, voir List.
Friedrich List, né le 6 août 1789 à Reutlingen et mort le 30 novembre 1846 à Kufstein, est un économiste allemand. Critique d'Adam Smith, il est partisan et théoricien du « protectionnisme éducateur » ainsi que du Zollverein, l'union douanière allemande. Néanmoins libéral tant en politique qu'en économie, le protectionnisme ne devant être qu'une phase dans le développement industriel des nations, il a également été considéré comme l'un des pères du nationalisme germanique.

## Biographie
Né à Reutlingen, ville libre du Saint-Empire, de Johannes List, mégissier en grand, il quitte l'école latine (Lateinschule) à quatorze ans avec une très bonne connaissance de l'allemand. Destiné à exercer le métier de son père, il délaisse celui-ci et quitte Reutlingen à dix-sept ans pour suivre une carrière d'employé, où il gravit peu à peu les échelons de l'administration. Il reçoit en 1817 une chaire dans la nouvelle Faculté de sciences politiques de Tübingen.
En 1819, il participe à Francfort-sur-le-Main à la fondation de la Société allemande d'industrie et de commerce, d'où naîtra le Zollverein, sensibilisé par la recherche de solutions afin de préserver l'industrie allemande de la concurrence anglaise. Il écrit diverses pétitions destinées à promouvoir la suppression des barrières douanières à l'intérieur de la Confédération germanique :

« En vérité, tandis que les autres nations cultivent les sciences et les arts par où le commerce et l'industrie prennent leur essor, le négociant et le fabricant allemands doivent aujourd'hui consacrer une grande partie de leur temps à l'étude des tarifs de douane et des péages. »

— (Pétition adressée à la réunion des princes allemands à Vienne en 1820)
De retour dans la ville de Reutlingen, celle-ci lui confie un mandat politique. Il entre enfin à la Diète de l'État de Wurtemberg le 6 décembre. Il établit quelques mois plus tard un projet de pétition critiquant en termes vifs la bureaucratie de son pays. Cet exemplaire, tombé entre les mains du gouvernement de Metternich, provoque son exclusion en février 1821. Il est condamné à dix mois de travaux forcés pour outrage et calomnie envers le gouvernement par les tribunaux du Wurtemberg. Il trouve alors refuge à Strasbourg, puis, expulsé par le régime de Charles X, dans le grand-duché de Bade et enfin en Suisse.
Il retourne en Wurtemberg, comptant sur la clémence royale, mais il est emprisonné dans la forteresse d'Asperg jusqu'en janvier 1825.
Invité par La Fayette, qui lui promet un accueil digne de son talent, il trouve asile aux États-Unis en juin 1825. Il aura l'occasion de rencontrer Henry Clay, James Madison et Andrew Jackson et d'étudier de près la politique d'Alexander Hamilton qui assurera, par les mêmes principes protectionnistes qui avaient assuré la croissance de l'Angleterre, le développement industriel du pays.
Invité à participer à une campagne de la Société de Philadelphie pour l'encouragement de l'industrie nationale, société fondée par Hamilton et présidée par Mathew Carey, il écrit Esquisses d'un nouveau système d'économie politique (1827). Il publie cet ouvrage sous la forme de douze lettres adressées à Charles Ingersoll dans la National Gazette de Philadelphie. Dans ces lettres, il cite avec éloges les deux auteurs français Dupin et Chaptal, qui défendait dans De l’industrie française (1819) les tarifs douaniers afin de protéger l'industrie française naissante.
Bien qu'il ait été auparavant le disciple de Smith et de Say, il déclare également avoir été frappé par le succès matériel des protectionnismes américain et allemand.

« Ma destinée m’ayant ensuite conduit aux États-Unis, je laissai là tous les livres ; ils n’auraient pu que m’égarer. Le meilleur livre sur l’économie politique qu’on puisse lire dans cette contrée nouvelle, c’est la vie. On y voit des solitudes se changer en riches et puissants États. C’est là seulement que je me suis fait une idée nette du développement graduel de l’économie des peuples. Un progrès qui, en Europe, a exigé une suite de siècles, s’accomplit là sous nos yeux. »

— (Préface au Système national d'économie politique)
Il s'installe à Philadelphie et entreprend l'exploitation d'un gîte houiller qu'il découvre au hasard d'une promenade. L'exploitation de la mine, et la construction d'un chemin de fer reliant celle-ci au canal de Schuylkill, lui assure d'importants revenus.
Après avoir acquis la citoyenneté américaine, List revient en Allemagne à l'été 1833 pour servir en tant que consul des États-Unis à Leipzig.
En Allemagne, il sera un des théoriciens et initiateurs du Zollverein de 1834 et de la construction des chemins de fer, qui seront un des facteurs de la victoire de la Prusse contre la France en 1870. Il entreprend la construction d'une ligne de chemin de fer entre Leipzig et Dresde en 1837. Malgré son succès, cette entreprise ne répond pas à ses attentes personnelles et financières, et il décide de retourner en France. Correspondant de La Gazette d'Augsbourg à Paris, c'est là qu'il écrit la majeure partie du Système national d'économie politique.
De retour en Allemagne, il se voit décerner en novembre 1840 le titre de docteur par l'université d'Iéna, pour ses services dans la cause de la Société de commerce et dans celle des chemins de fer allemands. Il fonde le Zollvereinsblatt en 1843, un journal défendant le système protecteur, puis visite la Belgique, l'Autriche, la Hongrie. Il séjourne à Londres en juin 1846, il y rencontre ses adversaires d'antan : John Bowring, Richard Cobden, mais retourne dès l'automne en Bavière, puis au Tyrol. Ses difficultés financières à répétition, couplées à d'autres problèmes, le conduisent au suicide en novembre 1846.

## Le protectionnisme éducateur
D'après List, les entreprises nationales ne peuvent se développer si le marché est déjà occupé par les entreprises de pays étrangers économiquement plus avancés. Le « protectionnisme éducateur » a pour objectif de protéger à moyen terme le marché national afin de permettre à long terme un libre-échange qui ne soit pas à sens unique. Son but est l'éducation industrielle d'une nation. Sa théorie concerne donc particulièrement les pays en voie de développement.
List estime que les pays de la zone tempérée sont spécialement propres au développement de l'industrie manufacturière. D'un autre côté, les pays de la zone torride ont un monopole naturel à la production de matières premières. C'est pourquoi il existe une division du travail spontanée et une coopération des forces productives entre ces deux groupes de pays. Cette théorie, d'ailleurs partagée par les Anglais (notamment concernant les Indes), sera critiquée par Karl Marx dans son Discours sur le libre-échange.
D'après lui, les manufactures développent au suprême degré les forces morales de la nation. Elles permettent l'exploitation de toutes les ressources naturelles d'un pays : eau, vent, minéraux et combustibles. De plus, elles donnent une forte impulsion à l'agriculture, provoquant la hausse de la rente foncière, des profits et des salaires agricoles. Enfin les manufactures constituent un marché constant pour l'agriculture, que ne peuvent empêcher la guerre ni les prohibitions. Ainsi la protection de l'industrie profite indirectement à l'agriculture. Cependant un renchérissement des produits bruts nuirait à l'industrie, c'est pourquoi il rejette l'idée d'une protection sur l'agriculture.
Il fut également l’un des premiers auteurs à diviser l’histoire économique en étapes. Le développement économique d'un peuple est divisé en plusieurs phases : état sauvage, état pastoral, état agricole, état agricole-manufacturier, état agricole-manufacturier-commercial.

## L'économie politique
Dans la lettre V des Esquisses d'un nouveau système d'économie politique, List distingue nettement sa propre économie politique des économies individuelle et cosmopolite. Il déclare que chaque nation a son économie particulière, à laquelle des circonstances générales peuvent profiter ou faire obstacle. Il se demande si des éléments particuliers (population, travail, restrictions, moyens de communication, machines, consommation, parcimonie, arts et sciences, importation de capitaux) peuvent améliorer les forces productives.
En effet, l'idée maitre de List est que les nations passent par différents stade de développement. Si le commerce entre deux nations de même niveau est bénéfique, le commerce entre deux nations de niveaux différent sera toujours au détriment de la nation la moins avancée. En effet, un pays disposant d’une industrie mature écrasera celui disposant d’une industrie seulement bourgeonnante. En effet, l’afflux de produits de firmes à la pointe coupe les débouchés des industries bourgeonnante des pays les moins avancés. Ainsi, les Etats doivent faire grandir les industries naissantes afin qu’elles obtiennent une taille critique leur permettant de se frotter à la compétition internationale. Ainsi, il faut leur garantir un marché réservé, ce qui implique un certain niveau de protectionnisme. De plus, il faut également avoir les infrastructures suffisantes et une concentration de capital importante, ce qui est rendu possible par l’existence d’un pouvoir politique suffisamment centralisé.
Il démontre que chaque élément procure avantages et inconvénients dans une circonstance donnée. Il déclare par exemple qu'une nation jeune comme les États-Unis doit protéger uniquement les articles demandant beaucoup de main d'œuvre et de produits agricoles, plutôt que les articles fins. C'est pourquoi chaque nation doit selon lui suivre sa propre voie pour développer ses forces productives.

## Critique des idées d'Adam Smith
List reproche à Adam Smith de fonder sa théorie sur un cosmopolitisme imaginaire, délaissant, malgré les leçons de l'histoire, les intérêts et les passions nationales. List distingue alors cette économie cosmopolite de sa propre économie politique, qui demeure la seule actuellement réalisable. Il ne renonce cependant pas à une association du genre humain, qui permettrait d'opérer, par le commerce international, le bonheur et la prospérité de l'humanité.
Il estime que le système de Smith n'est pas un système industriel mais un système mercantile, et l'appelle « système de la valeur échangeable. » Il reproche également au système de Smith d'être seulement une théorie de la valeur échangeable, et de ne pas tenir compte des forces productives du pays. Ainsi, l'éducation économique d'un pays est plus importante que la simple production de valeurs, et les sacrifices d'une génération permettent de favoriser la capacité et la puissance productive des générations futures.

« Les causes de la richesse sont tout autre chose que la richesse elle-même. Un individu peut posséder de la richesse, c’est-à-dire des valeurs échangeables ; mais s’il n’est pas capable de produire plus de valeurs qu’il n’en consomme, il s’appauvrira. Un individu peut être pauvre, mais, s’il est en état de produire au-delà de sa consommation, il deviendra riche. / Le pouvoir de créer des richesses est donc infiniment plus important que la richesse elle-même ; il garantit non-seulement la possession et l’accroissement du bien déjà acquis, mais encore le rétablissement de celui qu’on a perdu. »

— (l. c., livre II, chap. II)
List a mis également en lumière la stratégie anglo-saxonne du « retrait de l'échelle. » Cette ruse consiste à prôner le libre-échange aux pays européens, cela afin d'écouler plus facilement la production de leur industrie construite à l'abri du système protectionniste.
Dans ses Esquisses d'un nouveau système d'économie politique, il décrit le procédé du dumping, dont il accuse les trusts, les cartels et les comptoirs de vente de faire usage, et qui consiste à vendre à bas prix à l'étranger, tout en maintenant des prix élevés sur le marché intérieur.

## Promotion des chemins de fer
List fut le plus important promoteur des chemins de fer en Allemagne et ses propositions furent largement adoptées. Il résuma ainsi les différents avantages procurés par le développement du système ferroviaire :
1. Il est un moyen de défense nationale, facilitant la concentration, la distribution et le commandement de l'armée.
2. Il est l'instrument du développement culturel de la nation, apportant talent, connaissance et savoir-faire au marché.
3. Il protège la communauté de la famine, et de la fluctuation excessive des prix des produits de première nécessité.
4. Il améliore l'hygiène de la communauté, et réduit la distance entre le souffrant et ses moyens de guérison.
5. Il renforce le tissu social, rapproche les amis entre eux, et les connaissances entre elles.
6. Il améliore l'esprit de la nation, et provoque la fin de l'esprit philistin qui naît naturellement de l'isolation et de la vanité provinciale. Il relie les régions par des lignes de communication, et permet l'échange de nourriture et de biens, lui donnant ainsi le sentiment d'unité. Le système ferroviaire devient un système nerveux qui, d'une part, renforce l'opinion publique, et d'autre part, renforce le pouvoir de l'État[4].

Pour le financement des compagnies de chemin de fer, List proposa l'émission d'obligations garanties par l’État.

## Sources
C'est le baron Dupin qui le premier dans Situation progressive des forces de la France (Paris, 1827) fait mention des « forces productives. » (« J'appelle ainsi les forces combinées de l'homme, des animaux et de la nature, appliquées aux travaux de l'agriculture, de l'industrie et du commerce. ») Quant à l'idée du protectionnisme appliquée à l'industrie naissante, elle est de Chaptal (De l'industrie française, 1819). D'après Marx, List aurait copié l'œuvre de François-Louis-Auguste Ferrier (Du gouvernement considéré dans ses rapports avec le commerce, Paris, 1805), commissaire aux douanes sous Napoléon.

## Postérité
Avant 1914, Friedrich List était l'un des deux économistes allemands les plus réputés, avec Karl Marx. Ce dernier écrira, en 1845, une analyse critique du Système national d'économie politique. List influencera profondément les œuvres de Henry Charles Carey et Eugen Dühring. Le Système national d'économie politique fut également le livre de chevet du chancelier Bismarck. Et d'après Jules Domergue, tout le système économique et politique du chancelier tient dans ce livre. List était l'un des économistes les plus considérés dans l'Allemagne des années 1930, et faisait l'objet d'une véritable « List-Renaissance,. » De même, le Japon a trouvé dans List son inspirateur.
Sa méthode, l'emploi systématique de l'histoire comme instrument de démonstration, en fait un précurseur de l'« école historique » en matière d'économie politique.

## Liste des œuvres

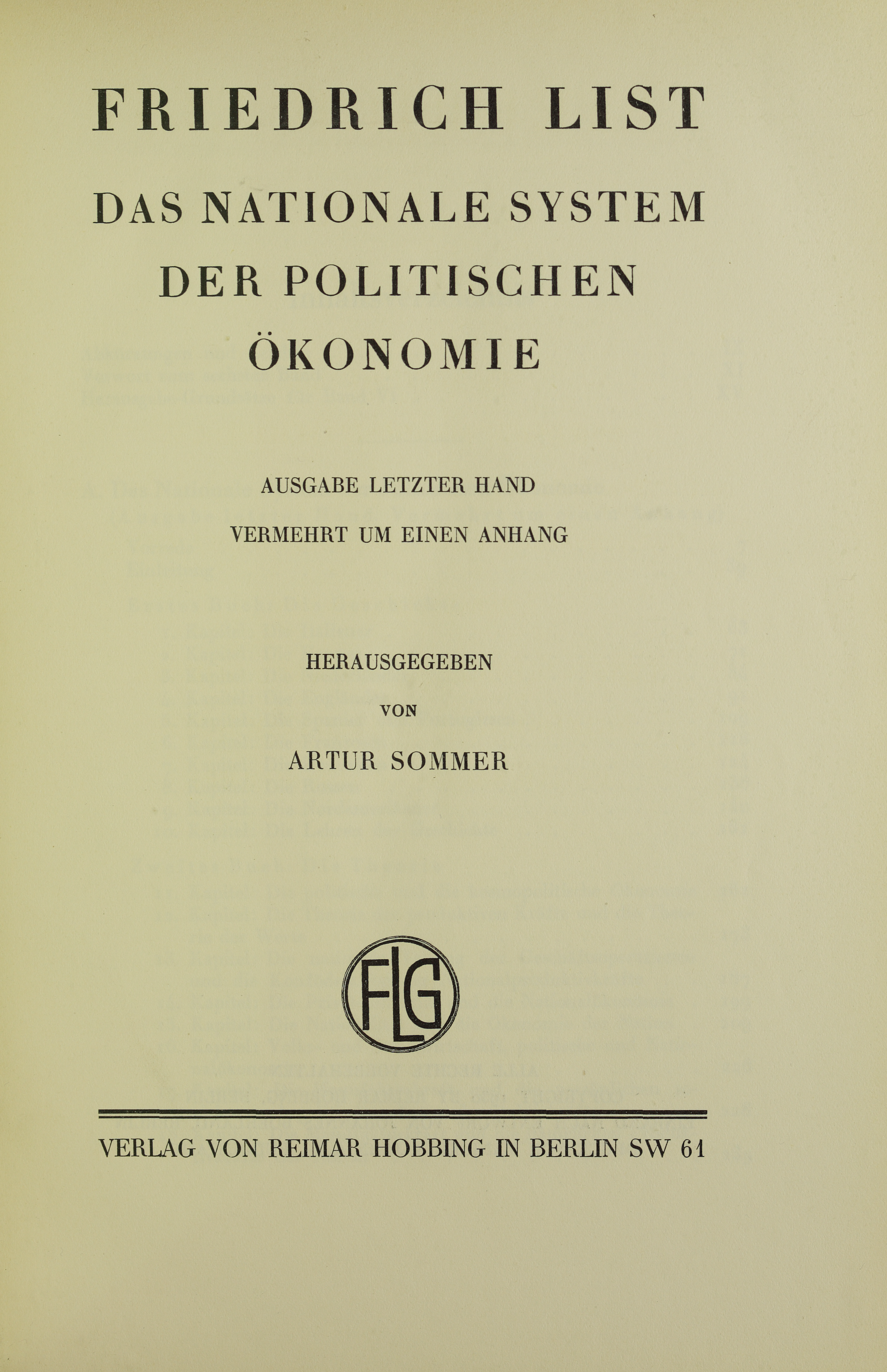
Das nationale System der politischen Ökonomie, 1930

- Avis sur la création d'une Faculté de sciences politiques, 1817.
- Écrits pour la Société de commerce de 1818 à 1820.
- Esquisses d'un nouveau système d'économie politique, 1827.
- Article sur les compagnies de chemin de fer aux États-Unis, Le Temps, n° 733, 21 octobre 1831.
- « Idées sur les réformes économiques, commerciales et politiques applicables à la France », Revue encyclopédique, 1831 (1ère partie, mars 1831, page 473, 2ème partie, avril 1831, page 37, 3ème partie, novembre 1831, page 346).
- Le monde marche. De l’influence de la force de la vapeur et des nouveaux moyens de transport sur l’économie matérielle, sur la vie civile, sur l’état social et la puissance des nations[12], 1837.
- La Liberté et les Restrictions en matière de commerce extérieur, envisagées du point de vue historique, 1839.
- De l'Importance d'une industrie manufacturière nationale, 1839.
- Système national d'économie politique, Stuttgart/Tübingen, 1841.
- L'Organisation rurale, les extrêmes de la petite culture et l'émigration, Stuttgart/Tübingen, 1842.
- Des Chemins de fer allemands, 1844.
- Des Rapports de l'Agriculture avec l'Industrie et le Commerce, 1844.
- De la Réforme économique du royaume de Hongrie, 1845.
- L'Unité économique et politique de l'Allemagne, 1846.
- De l'Importance et des Conditions d'une alliance entre l'Angleterre et l'Allemagne, 1846.